# Rafael Corrales Ayala (Guanajuato)
Rafael Corrales Ayala es una localidad del estado mexicano de Guanajuato. Es parte del municipio de Romita.

## Toponimia
El nombre de la localidad rinde homenaje a Rafael Corrales Ayala, gobernador de Guanajuato de 1985 a 1991.

## Demografía
| Gráfica de evolución demográfica |
|                                  |

| Censo | Población |
| ----- | --------- |
| 1990  | 57        |
| 2000  | 795       |
| 2010  | 1 020     |
| 2020  | 1 104     |